# Ривер-Лайн
Ри́вер-Ла́йн (англ. стилиз. River LINE, «Речная линия») — ветка скоростного дизельного трамвая, следующая вдоль реки Делавэр на стороне штата Нью-Джерси между городами Трентон (столица штата) и Камден, лежащим на противоположном берегу реки от Филадельфии (штат Пенсильвания), связанным с ней мостом Бенджамина Франклина. Линия проходит через графства Камден, Бёрлингтон и Мерсер, оператором является «Нью-Джерси Транзит».
Ривер-Лайн является одной из трёх легкорельсовых систем в штате Нью-Джерси.

## Описание
Ривер-Лайн относится к легкорельсовому транспорту: её можно классифицировать как рельсовый автобус или скоростной трамвай. В основе своей применяется концепция трамвай-поезд, в соответствии с которой для нужд городского и пригородного обслуживания используется инфраструктура полноценных железных дорог, которая, однако, не полностью отделена от прочих транспортных потоков в городской черте (например, отсутствие насыпи, тоннелей или эстакад для обхода автомобильного трафика).